# Öffentliches Recht
Das öffentliche Recht (auch Öffentliches Recht geschrieben) ist derjenige Teil der Rechtsordnung, der das Verhältnis zwischen Trägern der öffentlichen Gewalt (dem Staat) und einzelnen Privatrechtssubjekten (den Bürgern) oder anderen Hoheitsträgern regelt. Im Unterschied dazu regelt das Privatrecht die rechtlichen Beziehungen zwischen Privatrechtssubjekten. Ferner umfasst das öffentliche Recht die Rechtsbeziehungen der Verwaltungsträger untereinander sowie das die Organisation und Funktion des Staats betreffende Staatsorganisationsrecht, wie beispielsweise die Zuständigkeit der einzelnen Behörden und Gerichte oder Regelungen über das Dienstverhältnis der Beamten.

## Abgrenzung zum Privatrecht
Die Abgrenzung des öffentlichen Rechts zum Privatrecht ist strittig, aber im Hinblick auf die Frage, welcher Rechtsweg bei Rechtsstreitigkeiten beschritten werden muss, praktisch notwendig. Heutzutage werden mehrere Ansätze zur Abgrenzung von öffentlichem und privatem Recht vertreten. Die herrschende Lehre in Deutschland folgt der modifizierten Subjektstheorie, in der Schweiz der modifizierten Funktionstheorie. Das Schweizer Bundesgericht lehnt es indessen ab, einer Methode den Vorzug zu geben.

### Modifizierte Subjektstheorie
Nach der sogenannten modifizierten Subjektstheorie – auch Sonderrechtstheorie oder Zuordnungstheorie genannt – ist öffentliches Recht immer dann gegeben, wenn die betroffene Gesetzesnorm ausschließlich einen Träger hoheitlicher Gewalt berechtigt oder verpflichtet. Ansonsten liegt Privatrecht vor.
Die Theorie wird bemängelt, weil die Formulierung „ausschließlich“ (im Sinne von „nur“) verfehlt sei, da oft die Verpflichtung/Berechtigung eines Hoheitsträgers eine Berechtigung/Verpflichtung eines anderen Rechtssubjekts bedingt. Stattdessen sei zu formulieren „wenn die betroffene Gesetzesnorm einen Träger hoheitlicher Gewalt als solchen berechtigt oder verpflichtet“. Zu verschiedenen Ergebnissen gelangt man etwa bei § 928 Absatz 2 BGB, welcher zwar ausschließlich einen Hoheitsträger berechtigt, aber nicht als Hoheitsträger, sondern als Vermögensträger und Teilnehmer am bürgerlichen Rechtsverkehr.

### Modifizierte Funktionstheorie
Die Funktionstheorie unterteilt nach dem Kriterium, ob die betreffende Norm unmittelbar der Besorgung von Staatsaufgaben dient und ihr Adressat das Gemeinwesen ist. Die Modifikation hier beinhaltet den Vorbehalt, dass besagte Norm das staatliche Handeln nicht ausdrücklich dem Privatrecht unterstellt.

### Subordinationstheorie
Kaum noch vertretene Lehren sind die Subordinationstheorie, hiernach ist ein Rechtsverhältnis immer dann öffentlich rechtlich, wenn ein Über- und Unterordnungsverhältnis gegeben ist, während das Privatrecht durch ein Gleichordnungsverhältnis gekennzeichnet ist.

### Interessentheorie
Nach der Interessentheorie, die sich aus dem römischen Recht ableitet, erfolgte die Abgrenzung im Wesentlichen danach, ob das Rechtsverhältnis nach seinem Inhalt, zumindest zum wesentlichen Teil, dem öffentlichen Interesse dient.

### Modale Theorie
Bei der modalen Theorie wird darauf abgestellt, ob Sanktionen bei Normverstößen öffentlich-rechtlicher (Verwaltungszwang) oder privatrechtlicher Natur sind.

## Wandel der Dogmatik des öffentlichen Rechts
Das Verhältnis Staat – Bürger wurde traditionell im öffentlichen Recht als Über-/Unterordnungsverhältnis begriffen. Diese Sicht war grundlegend für die gesamte Dogmatik des öffentlichen Rechts. Grundlage für eine Änderung dieser Sicht war seit den 1970er Jahren die Unterscheidung von Staatsfunktion und Recht, die das Verhältnis Recht, Staat, Bürger als Dreiecksverhältnis erscheinen lässt. Danach entscheidet das Recht in einem Konflikt zwischen Staat und Bürger, die einander grundsätzlich im Sinn der Gleichordnung gegenübertreten. Dieses Verhältnis von Staat und Bürger wird auch als Rechtsverhältnis gedeutet, in dem Staat und Bürger Rechte gegeneinander geltend machen. Das öffentliche Recht entscheidet dabei über Konflikte von Gruppen, während das Zivilrecht die Interessen in der Zwei-Personen-Beziehung entscheidet.

## Materien
Das öffentliche Recht umfasst eine Vielzahl von Materien. Jenseits der innerstaatlichen Ebene umfasst es das Völkerrecht sowie das Europarecht, das einen supranationalen Charakter trägt.
Auf der innerstaatlichen Ebene umfasst es das gesamte Staatsrecht, dessen Kern das Verfassungsrecht bildet. Es untergliedert sich in das Staatsorganisationsrecht, das Organisation, Zusammensetzung und Kompetenzen der obersten Staatsorgane regelt, die Grundrechte, die im Schutz vor staatlichen Eingriffen in individuelle Freiheiten sowie in gewissem Umfang Teilhaberechte bieten, sowie das Staatskirchenrecht, das die rechtliche Stellung der staatlich anerkannten Religionsgemeinschaften regelt.
Daneben umfasst das öffentliche Recht das allgemeine und besondere Verwaltungsrecht sowie das verwaltungsrechtliche Prozessrecht. Schließlich werden darüber hinaus noch Sondermaterien des Verwaltungsrechts erfasst wie das Sozialrecht und das Steuerrecht, die wegen ihres Umfangs eine gewisse Autonomisierung erfahren haben.
Das Strafrecht kann einerseits zum öffentlichen Recht gezählt werden, da es das Bürger-Staat-Verhältnis betrifft. Andererseits wird es oft als eigenständiges Rechtsgebiet angesehen, da es historisch dem öffentlichen Recht voraus geht und in der Juristenausbildung in Deutschland eigenständig unterrichtet wird.

## Teilgebiete
Das öffentliche Recht umfasst folgende Materien:
- Völkerrecht
  - Allgemeines Völkerrecht (Recht der Völkerrechtlichen Verträge, der Staatenverantwortlichkeit, Staatenimmunität etc.)
  - Menschenrechte
  - Recht internationaler Organisationen
  - Wirtschaftsvölkerrecht (Welthandelsrecht, Investitionsschutz etc.)
  - Umweltvölkerrecht
  - Seerecht
  - Weltraumrecht
  - Humanitäres Völkerrecht
  - Völkerstrafrecht
- Supranationales Recht
  - Europarecht, Ius publicum europaeum
- Nationales Recht
  - Staats- und Verfassungsrecht
    - Staatsorganisationsrecht (Aufbau des Staates, Beziehungen seiner Organe untereinander, Gesetzgebungsverfahren)
    - Grundrechte (Rechte des Bürgers gegen den Staat, Schutzpflichten des Staates)
    - Staatskirchenrecht (Beziehung Staat – Religionsgemeinschaften)

  - Verwaltungsrecht (Subordinationsverhältnis Öffentliche Verwaltung – Bürger)
    - Allgemeines Verwaltungsrecht
      - Verwaltungsverfahrensrecht
      - Verwaltungszustellungsrecht
      - Verwaltungsvollstreckungsrecht

    - Besonderes Verwaltungsrecht
      - Öffentliches Baurecht
      - Kommunalrecht
      - Dienstrecht
        - Beamtenrecht
        - Soldatenrecht
        - Disziplinarrecht
        - Personalvertretungsrecht

      - Polizeirecht
      - Umweltrecht
      - Wirtschaftsverwaltungsrecht
        - Gewerberecht
        - Kartellrecht
        - Subventionsrecht
        - Wettbewerbsrecht

      - Besonderes Verfahrensrecht und Prozessrecht
        - Verfassungsprozessrecht
        - Verwaltungsprozessrecht
        - Sozialgerichtliches Verfahren
        - Finanzgerichtliches Verfahren
        - Strafverfahrensrecht
        - Zivilprozessrecht
        - Arbeitsgerichtliches Verfahren

  - Sozialrecht
  - Steuerrecht
  - Innenrecht von öffentlich-rechtlichen Religionsgesellschaften
  - Strafrecht (meist jedoch eigenständig behandelt)